# Mitracarpus pallidus
Mitracarpus pallidus är en måreväxtart som beskrevs av William Jackson Hooker och George Arnott Walker Arnott. Mitracarpus pallidus ingår i släktet Mitracarpus och familjen måreväxter.
Artens utbredningsområde är Nicaragua. Inga underarter finns listade i Catalogue of Life.